# Daniel Silva dos Santos
Daniel Silva dos Santos (nacido el 30 de mayo de 1982) es un futbolista brasileño que se desempeña como defensa.
Jugó para clubes como el Paysandu, Cruzeiro, São Caetano, Ventforet Kofu, Nagoya Grampus, Vila Nova y Oita Trinita.

## Trayectoria

### Clubes
| Club           | País   | Año       |
| -------------- | ------ | --------- |
| Cabofriense    | Brasil | 2003      |
| Mixto          | Brasil | 2004      |
| Cabofriense    | Brasil | 2005-2009 |
| Paysandu       | Brasil | 2006      |
| Ituano         | Brasil | 2007      |
| Cruzeiro       | Brasil | 2007      |
| São Caetano    | Brasil | 2007-2008 |
| Ventforet Kofu | Japón  | 2009-2011 |
| Nagoya Grampus | Japón  | 2012-2013 |
| Cabofriense    | Brasil | 2014      |
| Vila Nova      | Brasil | 2014      |
| Oita Trinita   | Japón  | 2014-2015 |